# Province de Khémisset
La province de Khémisset est une subdivision à dominante rurale de la région marocaine de Rabat-Salé-Kénitra.

## Histoire
La province a été créée par le dahir du 13 août 1973.

## Géographie

### Limites géographiques
La province est limitée au nord par la province de Kénitra, au sud par les provinces de Khouribga et Khénifra, à l’est par la province de Meknès-El Menzeh et à l’ouest par les provinces de Rabat et de Salé.

### Superficie
La province de Khémisset s’étend sur une superficie de 8 305 km2.

## Population
La population se dit " zemmour ", et se répartit en plusieurs tribus.
La langue parlée le plus couramment est l'arabe dialectal et Tamazight. La tenue traditionnelle est le cherbil, une sorte de babouche pour femme, très coloré, le djellaba et le burnous (azennar) tissé de laine fine pour les hommes et le caftan, la tahtiya, la dfina et la bediiya de jolies robes multicolores flash jaune rouge et vert dominant pour les femmes, les ceintures en fils de soie avec pastilles brillantes argentées leur donne un aspect de beauté particulier aux zemmouris.
Les Zemmouris fêtent leurs occasions de fierté ou de tristesse dans de grandes tentes noires en poils de chèvre.
La spécialité de la confédération zemmours en ce qui concerne l'artisanat est l'ahanbel qui est un tapis de laine tissée (équivalent du kilim turc), fait entièrement à la main, et de couleur rouge brique, rouge foncé.
Les Zemmours ont leurs marchés de tapis, mais encore les brochettes, le couscous et le méchoui.
Ils aiment festoyer, lors des moussems, le plus célèbre festival est celui de Moulay Abdelkader Jilali à Aït Yadine.
Les Zemmours ont une danse folklorique qui se prénomme l'Ahidousse, dans laquelle hommes et femmes se côtoient épaule contre épaule, chantent des poésies (Izlan), relatant des histoires passés ou des scènes quotidiennes de la vie, ou aussi relatant de la beauté de la nature. Les zemmouris dansent et chantent au son du tallunt (instrument nord-africain de percussion), espèce de tam-tam rond fait en peau de chèvre.

### Démographie
| 485 541                                                 | 521 815 | 529 452 |
| 1994, 2004 : recensement officiel ; 2007 : calculation. |         |         |

### Villes de la province
| Municipalité           | Population en 1994 | Population en 2004 |
| ---------------------- | ------------------ | ------------------ |
| Khémisset              | 88 785             | 105 088            |
| Tiflet                 | 49 891             | 69 640             |
| Aït Yadine             | 18 273             | 19 461             |
| Oulmès                 | 17 682             | 19 014             |
| Ezzhiliga              | 16 777             | 15 506             |
| Sidi el Ghandour       | 15 231             | 18 587             |
| Brachoua               | 14 872             | 12 371             |
| El Ganzra              | 14 699             | 13 404             |
| Laghoualem             | 13 967             | 12 560             |
| M'Qam Tolba            | 13 642             | 14 705             |
| Majmaâ Tolba           | 13 482             | 16 698             |
| Sidi Allal El Bahraoui | 8 178              | 9 684              |
| Tiddas                 | 3 782              | 3 584              |